# شريك السكن

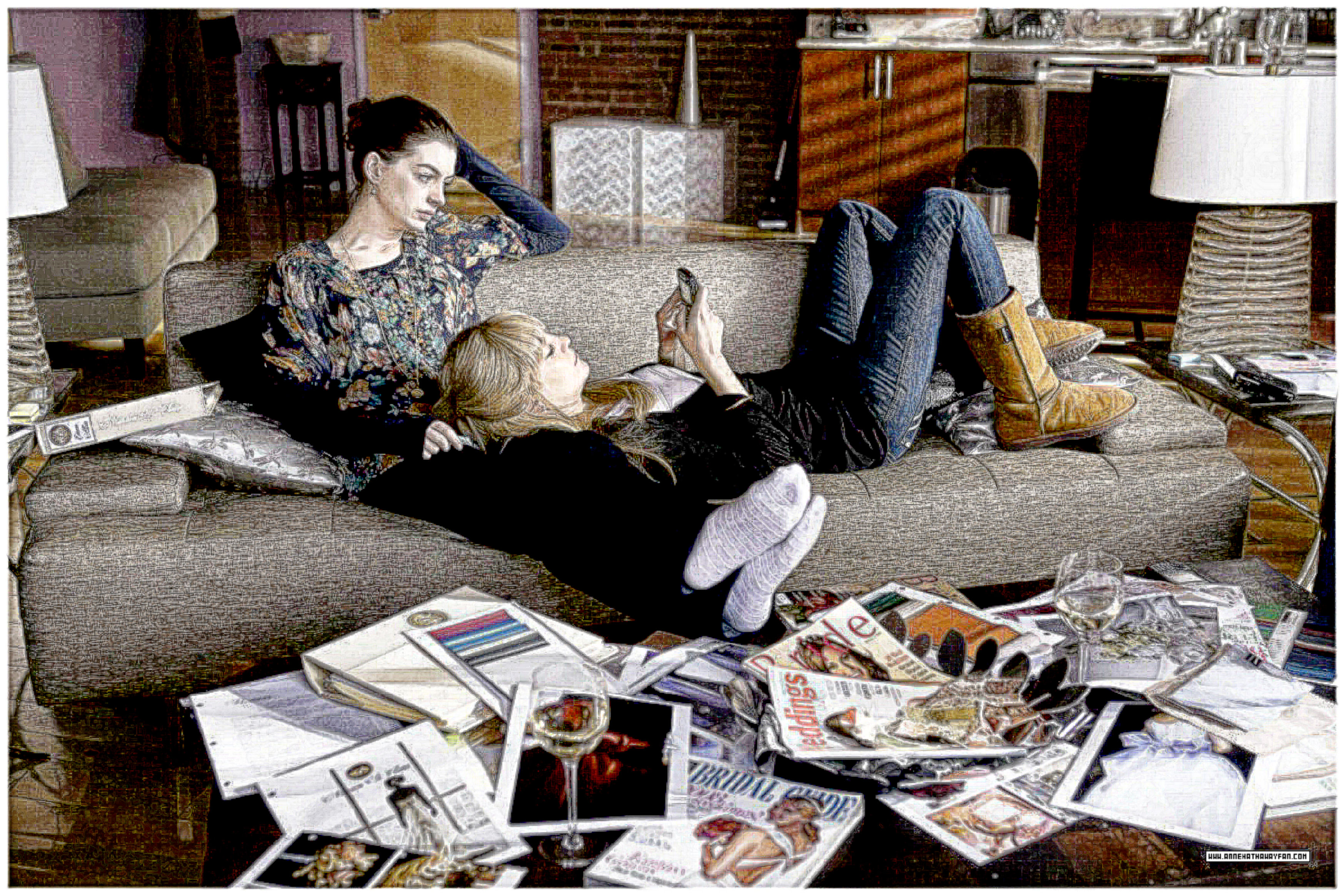
شركاء السكن

شريك السكن أو رفيق الحجرة أو الروميت (بالإنجليزية: Roommate)‏، هو مُصطلح يُطلق على الشخص الذي يُشارك أحدهم السكن في المنشأة مثل الشقة والغرفة. وينطبق هذا المصطلح بوجه عام على الأشخاص الذين يعيشون معاً في العقارات المستأجرة وليس في الممتلكات التي يكون فيها المقيم صاحب السكن. ويُستخدم هذا المُصطلح على وجه الخصوص عند طلاب الجامعات والكليات المغتربين عن أوطانهم والذي يتشاركون فيه دفع أجرة السكن الجامعي.